# FC Energie Cottbus
FC Energie Cottbus är en tysk fotbollsklubb från Cottbus, Tyskland, som spelar i 3. Liga. Klubben grundades den 31 januari 1966 i dåvarande Östtyskland. Laget spelar sedan 2011 sina hemmamatcher på Stadion der Freundschaft som har en kapacitet på 22 528 åskådare. Energie Cottbus har 4 100 medlemmar.
Energie Cottbus har spelat i både DDR:s och Tysklands högsta liga. När klubben nådde Bundesliga var det en stor sensation då få forna DDR-klubbar lyckats ta sig till den högsta serien.

## Historia
1966 skapades BSG Energie Cottbus. 1991 bytte man namn till FC Energie Cottbus. Cottbus kvalificerade sig 1997 för 2. Bundesliga och tre år senare slutade laget på tredje platsen som betydde uppgradering till Bundesliga. Cottbus höll sig tre år kvar i högsta divisionen och efter säsongen 2002/03 blev det åter spel i 2. Bundesliga. Där stannade laget fram till säsongen 2005/06 som avslutades med en tredje plats. Sedan kom manskapets andra gästspel i Bundesliga. Säsongen 2008/09 slutade klubben på 16 plats i Bundesliga och fick kvala mot FC Nürnberg, där man totalt förlorade med 5–0 och klubben spelade därför säsongen 2009/10 i 2. Bundesliga, vilket man fortsatte med till och med 2014/15.
Följande två år spelades i 3. Liga, därefter två år i Regionalligan. Från och med säsongen 2018/19 spelar man åter i 3. Liga.

## Kända spelare
- Marko Topić
- Andrzej Juskowiak
- Radosław Kałużny
- Jens Melzig
- Frank Lehmann
- Christian Beeck
- Jonny Rödlund
- Jörg Schwanke
- Tomislav Piplica
- Petrik Sander
- Boubacar Sanogo
- Nikolas Ledgerwood

## Kända tränare
- Eduard Geyer